# Kindishih Debesay
Kindishih Abrha Debesay, né le 3 décembre 1991 est un coureur cycliste érythréen. Ses frères, Fregalsi, Yakob et Mekseb et sa sœur Mossana sont également coureurs cyclistes.

## Biographie
En 2013, il participe aux championnats d'Érythrée, il y prend la 8e place du contre-la-montre et termine 3e sur route en finissant dans un groupe d'une vingtaine de coureurs.
Il reprend la saison 2014 au Gabon lors de la Tropicale Amissa Bongo. Lors de la 3e étape il s'échappe et réussit à porter le maillot de leader des points chauds.

## Palmarès
- 2013
  - 3e du championnat d'Érythrée sur route